# Lindisfarne (Montana)
Lindisfarne – jednostka osadnicza w Stanach Zjednoczonych, w stanie Montana, w hrabstwie Lake.